# Intruders (serie de televisión)
Intruders es una serie de televisión dramática basada en la novela de Michael Marshall Smith The Intruders (2007). Una temporada de ocho episodios se estrenó en agosto de 2014 en la red televisión por cable estadounidense BBC America y fue una producción conjunta entre BBC America y el canal británico BBC Two. Eduardo Sánchez y Daniel Stamm comparten funciones de dirección. El 27 de febrero de 2015, se anunció que Intruders se canceló después de una temporada.

## Trama
Jack Whelan es un ex Departamento de Policía de Los Ángeles (LAPD) detective a quien se le pide que investigue sucesos extraños relacionados con una serie de intentos de suicidio. A pesar de sus esfuerzos, está perplejo. Concentra su búsqueda en una sociedad secreta,  Qui Reverti  (en latín, 'quien regresa'), cuyos miembros persiguen la inmortalidad buscando refugio en los cuerpos de otros después de su propia muerte. Los agentes de la sociedad, llamados "Pastores", encuentran las huestes de las almas que regresan y les muestran "desencadenantes" - elementos importantes para los miembros de Qui Reverti que regresan en sus vidas pasadas - que "despiertan" al alma que regresa. Una vez que despierta, el alma intrusa se involucra en una batalla de voluntades con el alma del anfitrión, y el alma perdedora es enviada al más allá. En el caso de Whelan, este proceso destruye su matrimonio cuando el cuerpo de su esposa es tomado por un intruso.

## Reparto principal
- John Simm como Jack Whelan: 
 Un ex detective de LAPD que se involucra en la conspiración de Qui Reverti. Cuando el alma de su esposa se pierde por un intruso, destruye muchos factores desencadenantes para detener a otros intrusos. A pesar de esto, lo reclutan como pastor y le dan instrucciones de matar a cualquiera que pueda revelar la existencia de la organización.
- Mira Sorvino como Amy Whelan/Rose Gilcrest: 
 Esposa de Jack cuya alma es suplantada por la de Rose Gilcrest. Se desconoce si el alma de Amy se ha ido por completo, dado que Rose protege a Jack.
- Tory Kittles como Gary Fischer:  
 Amigo de Jack que estuvo expuesto a una máquina que le permite reconocer el alma en un cuerpo. Ve el alma de un amigo, desplazada por un intruso, en su pequeña hija, y se vuelve cada vez más inestable. Se suicida saltando desde el techo de la sede de Qui Reverti con información sobre la organización.
- James Frain como Richard Shepherd:  
 Un asesino que acepta un soborno para pastorear a Marcus Fox en lugar de matarlo. Lleno de culpa por sus acciones, intenta matar a Madison y cubre sus huellas durante toda la temporada.
- Millie Bobby Brown como Madison:  
 Una niña de 10 años que sirve como recipiente para Marcus Fox. Sin embargo, Madison lucha constantemente por recuperar su cuerpo. Cuando sufre una herida de bala, Marcus intenta expulsarla, pero él mismo se ve obligado a salir. Más tarde sufre las consecuencias de las acciones de Marcus en su cuerpo.
- Alex Diakun como Marcus Fox:  
 Un miembro de Qui Reverti que es un asesino en serie. Cuando la organización decide darle una muerte definitiva, soborna a Richard por una vida más. Marcus intenta recuperar su estado anterior pero no puede dominar el alma de Madison, lo que lleva a una lucha interna.